# 尾頭町
尾頭町（おとうちょう）は、愛知県名古屋市熱田区にある町名。丁番を持たない単独町名である。住居表示実施済み。

## 地理
名古屋市熱田区の北部に位置し、東は五本松町、西は川並町、南は旗屋、北は新尾頭に接する。

### 河川
- 堀川

## 歴史
愛知郡尾頭町（熱田尾頭町）を前身とする。江戸期は熱田村の一部。

### 町名の由来
由来は諸説あり、おもに3つの説が語られている。
12世紀の終わり頃、中心部から330メートルほど南方に城畠というところがあり、古渡の豪族尾頭次郎義次の居城が当地にあったことによる説や、旧元興寺の開創者、道場法師が日頃から蛇を首に巻いていて、蛇の尾と頭が肩から垂れ下がっている様子を、人々が奇異とみて尾頭の里と噂したことによるという説、烏頭の里と呼ばれていたのが尾頭に変化した説などがある。
このうち烏頭の里と呼ばれた説については、当地が熱田台地の尾根筋と尾張平野の南部を結ぶ接点であり、長い坂道が鵜の首のようであったため、烏頭の里と呼ばれていたものが、中世初期に「尾頭」に変化したという説である。「うとう」と呼ばれる土地は、中山道や関ケ原町など全国にあり、台地と平地がだらだらと続く坂を「うとう」と呼ぶ例が多い。
読みについては、尾頭ははじめ、「おがしら」と呼ばれたが、後に「おとう」と変化したという説。表記についても、古くは「烏頭」と書き、鎌倉時代には「尾藤」と書かれたという説がある。
「尾頭」の名は、尾頭橋や「尾頭神社」など近隣一帯に様々な形で残る。

### 沿革
- 1878年（明治11年）12月28日 - 愛知郡熱田村の一部より、尾頭町が成立[4]。
- 1889年（明治22年）10月1日 - 町村制施行・合併に伴い、愛知郡熱田町大字尾頭となる[4]。
- 1907年（明治40年）6月1日 - 名古屋市へ編入し、同市熱田尾頭町に改称[4]。
- 1908年（明治41年）4月1日 - 行政区設置に伴い、南区所属となる[4]。
- 1937年（昭和12年）10月1日 - 行政区変更に伴い、熱田区所属となる[4]。
- 1939年（昭和14年）
  - 4月1日 - 一部が五本松町となる[5]。
  - 12月15日 - 尾頭町に改称。熱田西町の一部を編入、一部が新尾頭町となる[4]。
- 1980年（昭和55年）7月13日 - 一部が五本松町・旗屋一丁目・新尾頭二〜三丁目となる[4]。

## 世帯数と人口
2018年（平成30年）12月1日現在の世帯数と人口は以下の通りである。
| 町丁   | 世帯数 | 人口  |
| ------ | ------ | ----- |
| 尾頭町 | 74世帯 | 110人 |

### 人口の変遷
国勢調査による人口および世帯数の推移。
| 1995年（平成7年）  | 179世帯 351人 |  |
| 2000年（平成12年） | 139世帯 248人 |  |
| 2005年（平成17年） | 108世帯 180人 |  |
| 2010年（平成22年） | 88世帯 133人  |  |
| 2015年（平成27年） | 104世帯 145人 |  |

## 学区
市立小・中学校に通う場合、学校等は以下の通りとなる。また、公立高等学校に通う場合の学区は以下の通りとなる。
| 番・番地等 | 小学校               | 中学校               | 高等学校 |
| ---------- | -------------------- | -------------------- | -------- |
| 全域       | 名古屋市立高蔵小学校 | 名古屋市立沢上中学校 | 尾張学区 |

## 施設
- 名古屋トヨペット 本社
- 雲心寺
- 念法真教名古屋念法寺
- 高蔵幼児園

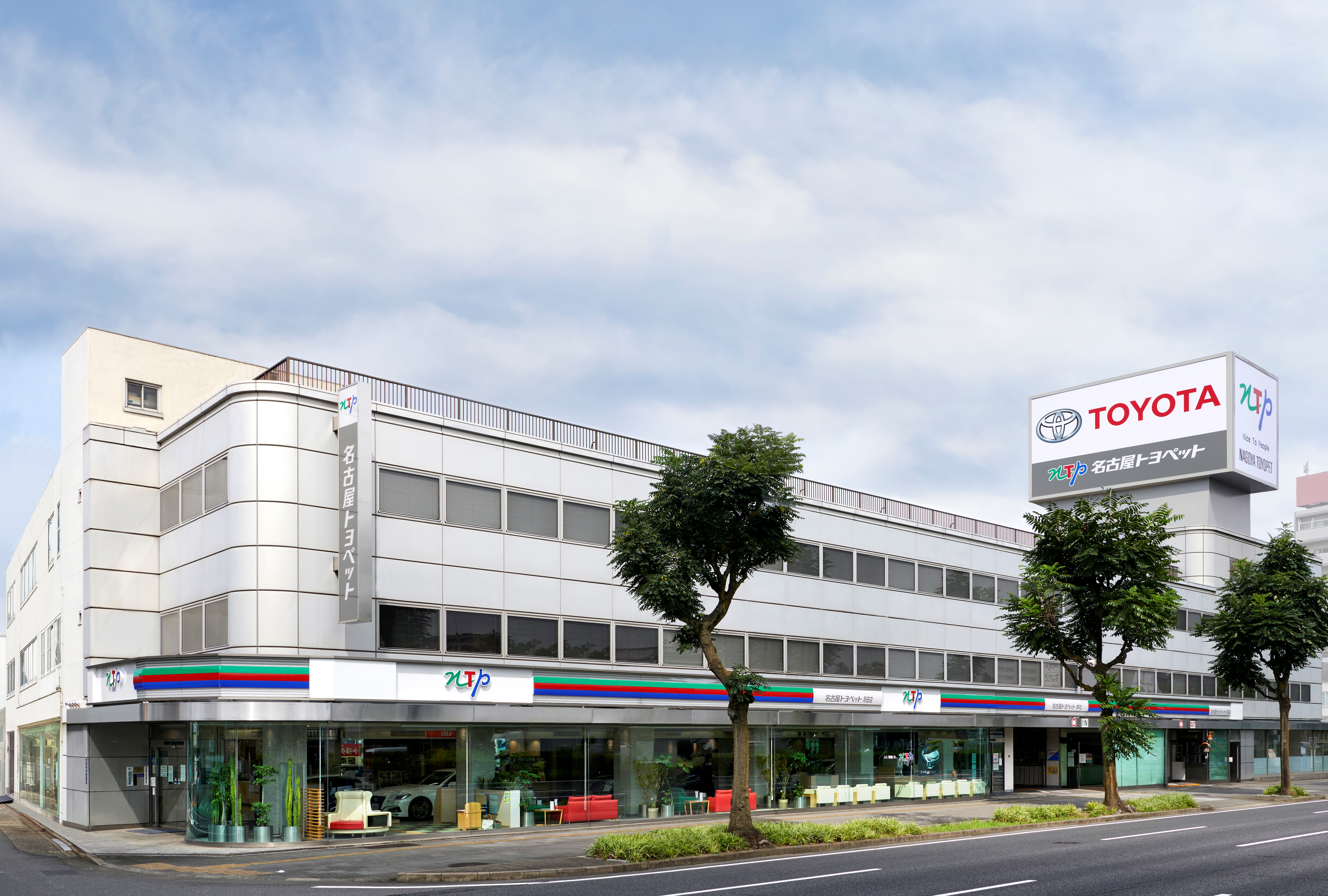
名古屋トヨペット本社
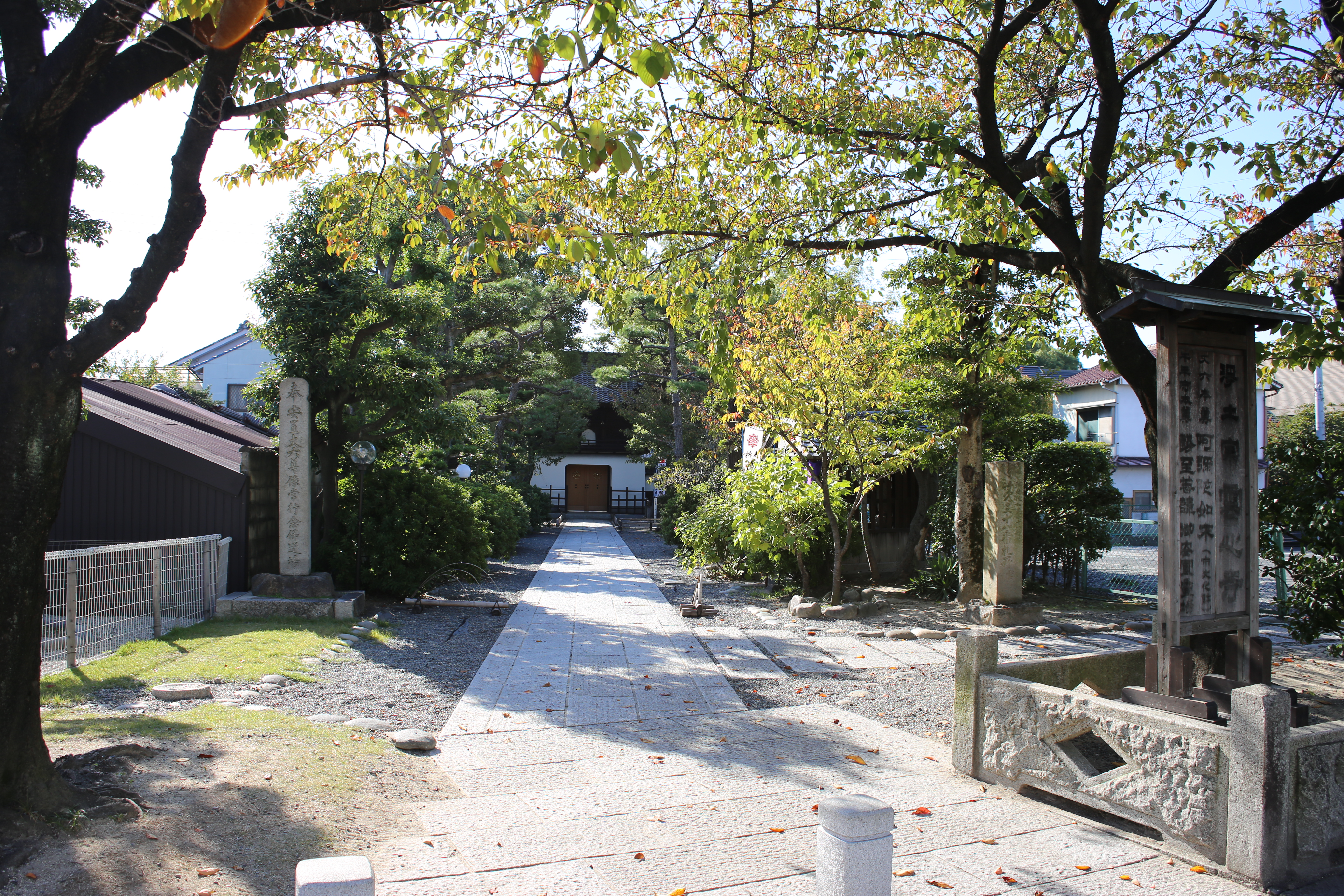
雲心寺（2015年10月）
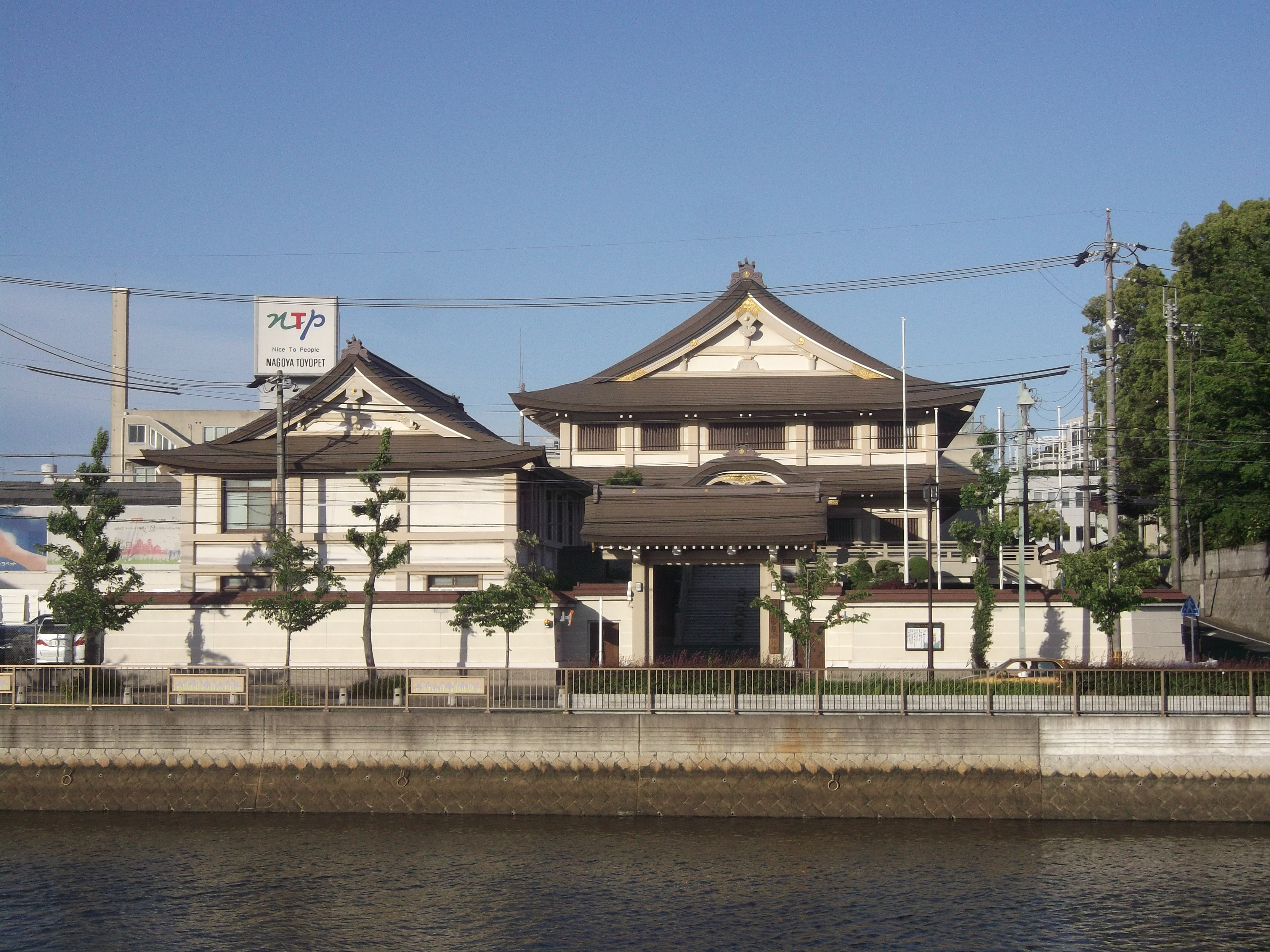
念法真教名古屋念法寺（2014年5月）

## その他

### 日本郵便
- 郵便番号 : 456-0017[WEB 2]（集配局：熱田郵便局[WEB 12]）。